# Fire in the hole
Fire in the hole est une expression anglaise utilisée aux États-Unis pour avertir de l'imminence d'une détonation explosive dans un espace restreint. Cette phrase, qui signifie littéralement « Feu dans le trou », proviendrait du jargon des mineurs, qui devaient prévenir leurs collègues lorsqu'une charge explosive avait été installée.

## Exemples d'utilisation

### Jeux vidéo
Cette phrase est très souvent utilisée dans les jeux vidéos comme Wolfenstein: Enemy Territory, Left 4 Dead (1 et 2), Battlefield 2, Call of Duty, Counter-Strike, Payday 2, Geometry Dash, Helldivers 2 et d'autres, lors de l'envoi d'une grenade.
Cette expression est également utilisée dans le jeu vidéo Overwatch, par le personnage de Junkrat (Chacal en français) au moment où il utilise sa capacité ultime, le Pneumastic, un pneu de camion chargé d'explosifs qu'il peut manœuvrer et faire exploser à distance.

### Films
Dans Il faut sauver le soldat Ryan (1998), on entend plusieurs des soldats américains crier « Fire in the hole » sur Omaha Beach au moment de faire exploser un mur anti-char à l'aide de torpilles Bangalore.
Dans Terminator 2 : Le Jugement dernier (1991), Sarah Connor crie cette phrase à John au moment où le T2 utilise son lance-grenades pour ouvrir un mur dans le bâtiment de Cyberdine Systems.
On l'entend également dans le film Apocalypse Now, juste après la scène des cartes de la mort (au cours de la 1ère bataille, 28ème minute environ).
Enfin dans la version originale du film d'animation Shrek 2 (2004), lors de la scène d'évasion de la prison largement inspirée de la franchise Mission impossible, l'un des trois cochons chargé de la détonation de la grille d'accès à la cellule crie cette fameuse phrase avec un fort accent allemand (la phrase étant ré-interprété sous l'expression "franco de port" en français).

### Séries
Dans Le Visiteur du futur (Saison 4 épisode 9), le voyageur du temps cite cette phrase en lançant sa grenade.
Dans The Office (saison 9, épisode 12), Dwight Schrute lance un milk-shake sur un employé de restauration rapide en utilisant cette expression.

### Attractions
Fire in the hole désigne le nom de montagnes russes en intérieur dans le parc américain Silver Dollar City.